# Pseudapis elegantissima
Pseudapis elegantissima là một loài Hymenoptera trong họ Halictidae. Loài này được Popov mô tả khoa học năm 1949.